# Eugène Veuillot
Pour les articles homonymes, voir Veuillot.
Eugène Veuillot, né le 5 octobre 1818 à Boynes et mort le 18 septembre 1905 à Paris 7e, est un journaliste français, qui a dirigé avec son frère Louis, puis avec ses fils François et Pierre, le journal d'obédience catholique L'Univers.

## Biographie
Eugène Veuillot est le frère du journaliste et écrivain français Louis Veuillot, engagé dans le combat pour la liberté de l'enseignement et fondateur du journal d'obédience catholique L'Univers. Les deux frères sont actionnaires de l'Union générale, une banque catholique, dont la faillite retentissante, après s'être engagée dans de nombreuses participations financières et industrielles, en France comme à l'étranger, déclenchera le krach boursier de 1882, à l’origine de la plus grosse crise économique du XIXe siècle en France. Tous deux avaient participé, vingt ans auparavant, aux entreprises du comte Langrand-Dumonceau, banquier belge, dont la famille était célèbre pour sa volonté de création d'une puissance financière catholique.
Sa bibliographie comporte une cinquantaine d'ouvrages. Brillant polémiste, il a introduit dans la doctrine catholique dite du « veuillotisme » le « ralliement à la République » demandé par le pape Léon XIII. Pendant l'affaire Dreyfus, il est d'abord hostile au capitaine Dreyfus, mais moins nettement antisémite, avec moins de violence que La Croix, tout en participant à l’antisémitisme général. Puis, au moment de la découverte du faux d'Henry en septembre 1898, il estime qu’il faut venir à la révision, se distinguant de La Croix, mais en restant fidèle au catholicisme. Dans L’Univers du 10 octobre 1899, il écrit qu'il est « absolument inique d’étendre à tous les catholiques, à tous les prêtres, tous les religieux, les reproches que pourraient justifier l’attitude et le langage de quelques-uns d’entre eux. »
Le 4 octobre 1858 à Paris, il épouse Louise d'Aquin (1837-1906), nièce de Paul E. Poincy (en) et sœur d'Anne-Lise d'Aquin, la femme du Dr Charles Ozanam, frère de Frédéric Ozanam. De ce mariage, qui faisait le lien entre deux grands noms catholiques du XIXe siècle, il a eu cinq enfants, dont Pierre Veuillot, journaliste, lui aussi, François Veuillot, qui sera directeur de l’Univers de 1905 à 1912, et une religieuse augustine. Il est le grand-père du cardinal Pierre Veuillot. Sa jeune sœur Élise Veuillot (1825-1911) était également journaliste.